# Дагоберто Фонтес
Дагоберто Фонтес (ісп. Dagoberto Fontes, 6 червня 1943 — 4 травня 2024) — уругвайський футболіст, що грав на позиції нападника. Більшу частину кар'єри провів у клубі «Дефенсор Спортінг», кінець кар'єри гравця провів у мексиканських клубах. Грав також за національну збірну Уругваю, в її складі брав участь у чемпіонаті світу 1970 року.

## Клубна кар'єра
Дагоберто Фонтес народився в місті Мальдонадо. У дорослому футболі дебютував 1965 року виступами за команду «Дефенсор Спортінг», у складі якої грав протягом 7 років до 1971 року, був одним із основних гравців атакувальної ланки команди. У 1972 році перейшов до мексиканського клубу «Пуебла», в якому грав протягом двох років. Завершив кар'єру в іншому мексиканському клубі УАНЛ «Тигрес», у якому провів сезон 1974—1975 років.

## Виступи за збірну
1968 року дебютував в офіційних матчах у складі національної збірної Уругваю. У складі збірної був учасником чемпіонату світу 1970 року у Мексиці. Загалом протягом кар'єри у національній команді, яка тривала 3 роки, провів у її формі 13 матчів, забитими м'ячами у складі збірної не відзначився.